# Nemocnice Motol (stanice metra)
Nemocnice Motol (zkratka MO) je stanice pražského metra, konečná stanice linky A na úseku V.A. Počátkem března 2015 byla společně se stanicemi Bořislavka, Nádraží Veleslavín a Petřiny uvedena do ověřovacího provozu, otevřena byla 6. dubna 2015.

## Název stanice

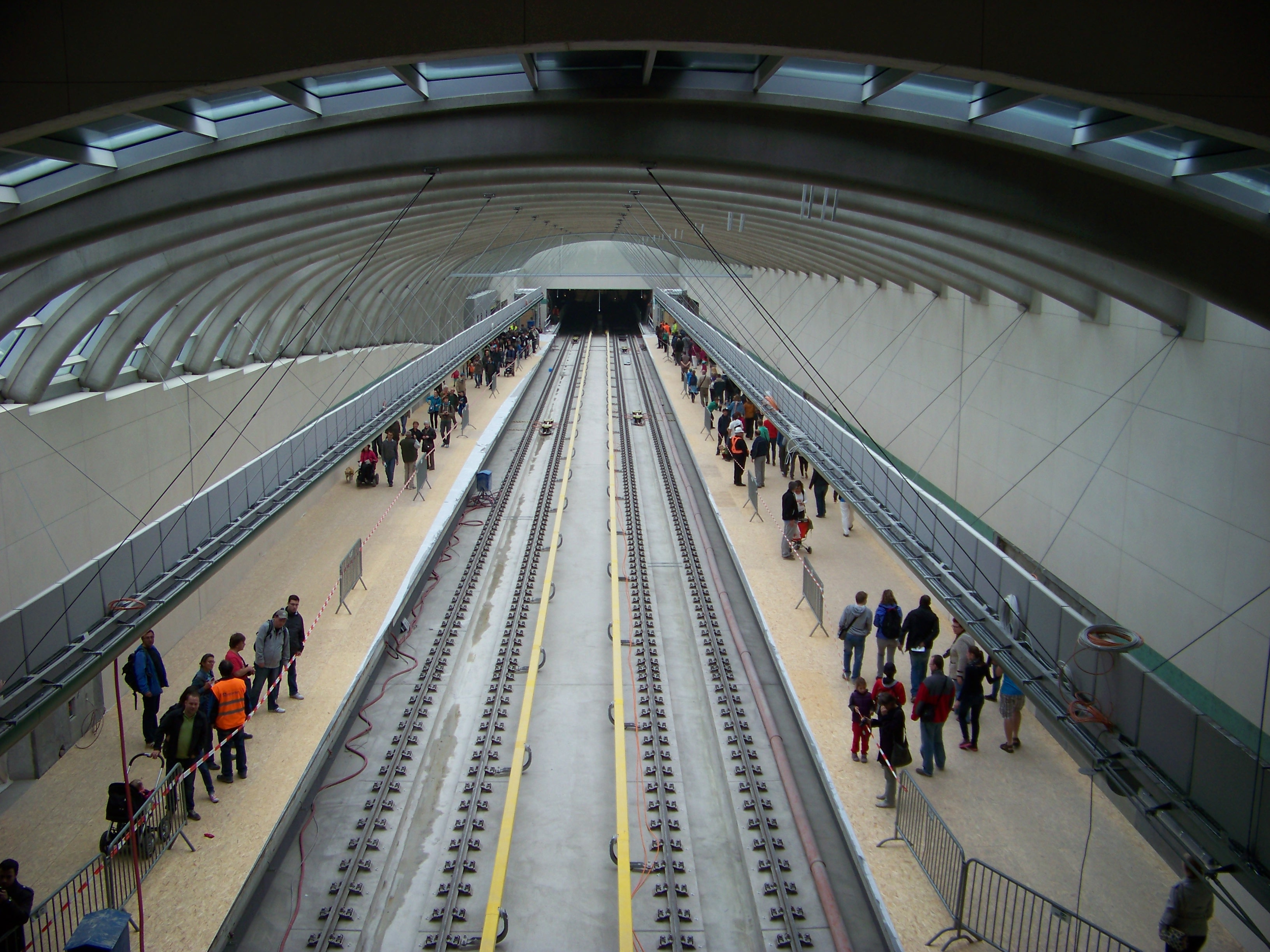
Den otevřených dveří v nedokončené stanici, 2014

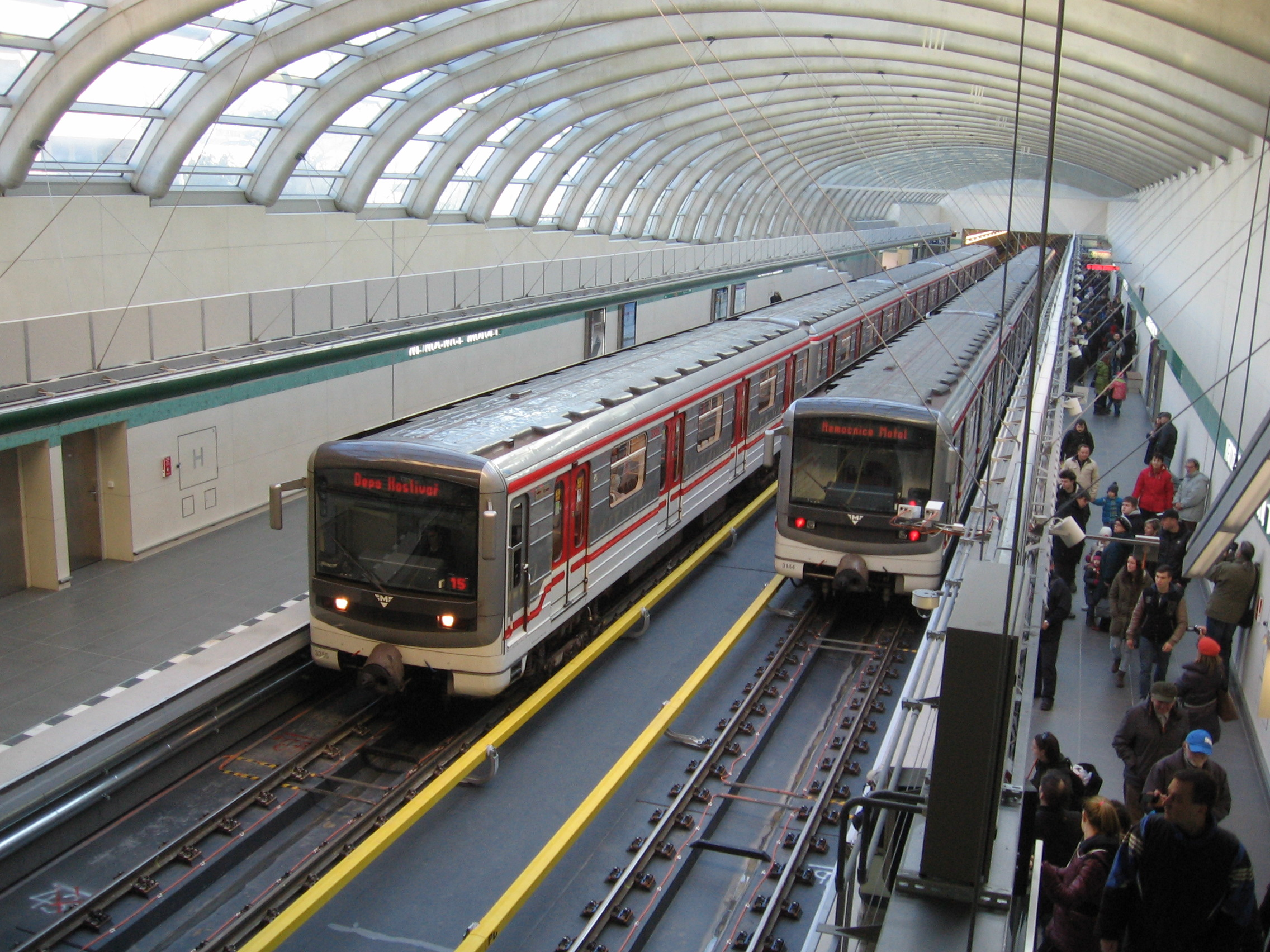
Soupravy ve stanici

V lednu 2013 místopisná komise pražského magistrátu doporučila přejmenování dvou budoucích stanic, aby jejich názvy lépe odpovídaly pražskému místopisu. Dosavadní pracovní název Motol se tak změnil na Nemocnice Motol, aby lépe odpovídal faktickému umístění stanice; historické území Motol má své těžiště jinde, proto by byl jednoslovný název Motol této stanice zavádějící.

## Poloha stanice
Stanice Nemocnice Motol se nachází severně od Kukulovy ulice u severního vstupu do areálu nemocnice Motol, která je počtem svých zaměstnanců a ambulantních pacientů významným zdrojem a cílem cest a svým významem poskytuje služby celopražského i regionálního charakteru.
Projekt stanice vznikl v kancelářích Metroprojektu, autorem je architekt Pavel Sýs.
Stanice je orientována ve směru východ-západ s jedním vestibulem přístupným ze západního čela nástupiště. Na vestibul navazuje podchod pod Kukulovou ulicí s pokračováním až k nemocnici Motol a přístupy k zastávkám autobusů MHD. Stanice je realizována prakticky jako povrchová s částečným překrytím.
Vzhledem k předpokládané etapizaci výstavby je stanice vybavena jako dočasně konečná s kolejištěm pro obrat a v etapě i deponování souprav. Řešení se předpokládá v podobě tříkolejného uspořádání za stanicí.